# Ban Zhao

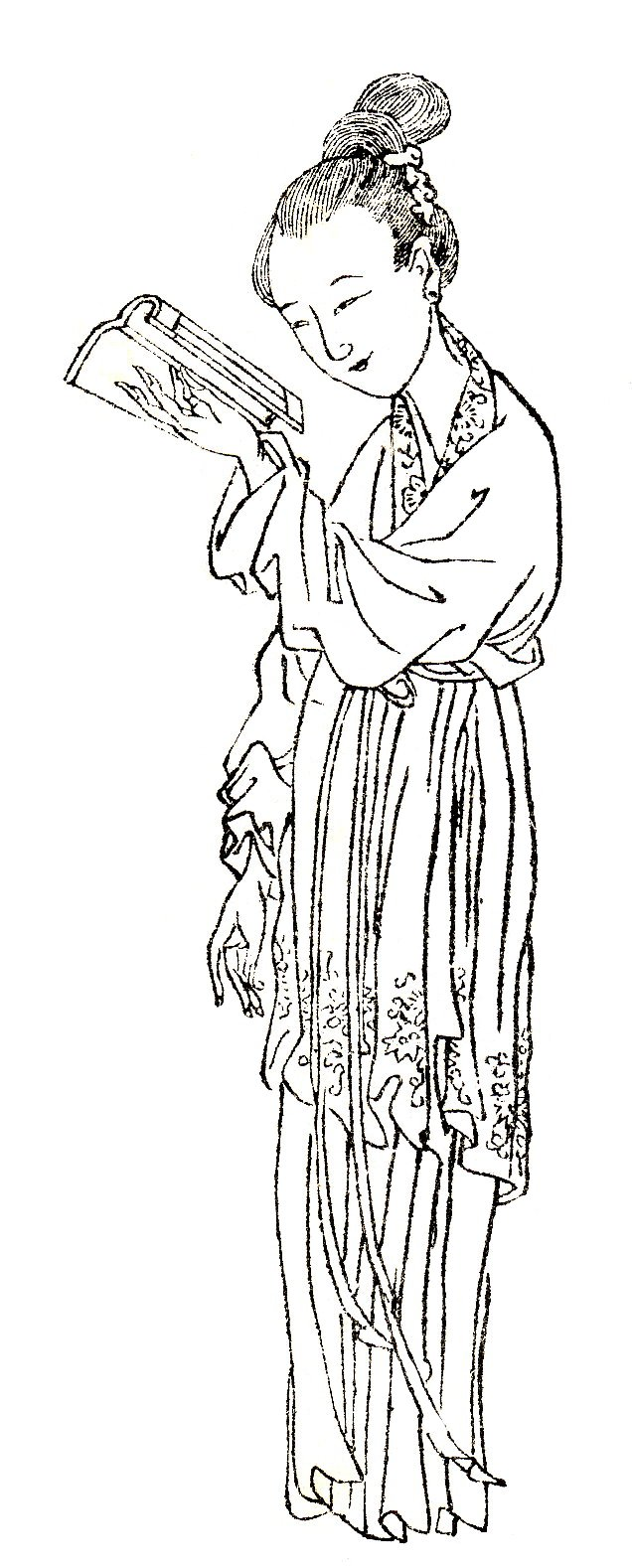
Ban Zhao in einer Darstellung des frühen 20. Jahrhunderts

Ban Zhao (chinesisch 班昭, Pinyin Bān Zhāo, W.-G. Pan Chao; * um 45 in Anling (安陵) in der heutigen Provinz Shaanxi; † 117) war eine chinesische Hofdame, Philosophin und Historikerin.

## Herkunft
Die Ban-Familie hatte während dreier Generationen Verbindungen zur königlichen Liu-Familie der Han-Dynastie; so war Ban Zhaos Großtante einst die Favoritin Kaiser Chengs. Ihr Großonkel Ban You war zusammen mit Liu Xiang mit der Edition und Katalogisierung alter Manuskripte betraut worden und erhielt dafür vom Cheng-Kaiser einige doppelt vorhandene Manuskripte als Lohn. Dies lässt darauf schließen, dass die Ban-Familie über eine eigene Bibliothek verfügte und die Kinder der Familie folglich schon früh Zugang zu Büchern hatten. 
Ban Zhaos Vater Ban Biao hatte sich in der Übergangsperiode zwischen der westlichen und östlichen Han einem ehemaligen Militärführer der Xin-Dynastie angeschlossen, wechselte jedoch die Fronten, als die Liu-Familie wieder an die Macht gelangte. Seine Beamtenkarriere als Berater und Militäroffizier unter dem Guangwu-Kaiser zeichnete sich durch keine besonderen Höhepunkte aus. Seine Ambitionen lagen dementsprechend nicht in der Politik, sondern in seinen Studien, vor allem im Verfassen von Geschichtswerken. So machte er sich daran, eine Fortsetzung des Shi Ji von Sima Qian zu schreiben, welches mitten in der westlichen Han geendet hatte.
Ban Zhao hatte ältere Zwillingsbrüder, Ban Gu und Ban Chao. Ban Gu sollte sich später als Historiker am Hof der östlichen Han auszeichnen, während Ban Chao als General dazu beitrug, die Kontrolle Chinas über Zentralasien wiederherzustellen. Nach Ban Biaos Tod führte Ban Gu das Werk des Vaters weiter, wurde jedoch wegen des Vorwurfs, eine private Dynastiegeschichte zu schreiben, verhaftet. Doch der Ming-Kaiser war von seiner Arbeit derart angetan, dass er ihn nicht nur frei ließ, sondern als Hofhistoriker einstellte und ihm den Auftrag erteilte, seine Arbeit an der Dynastiegeschichte der Han fortzusetzen.

## Leben

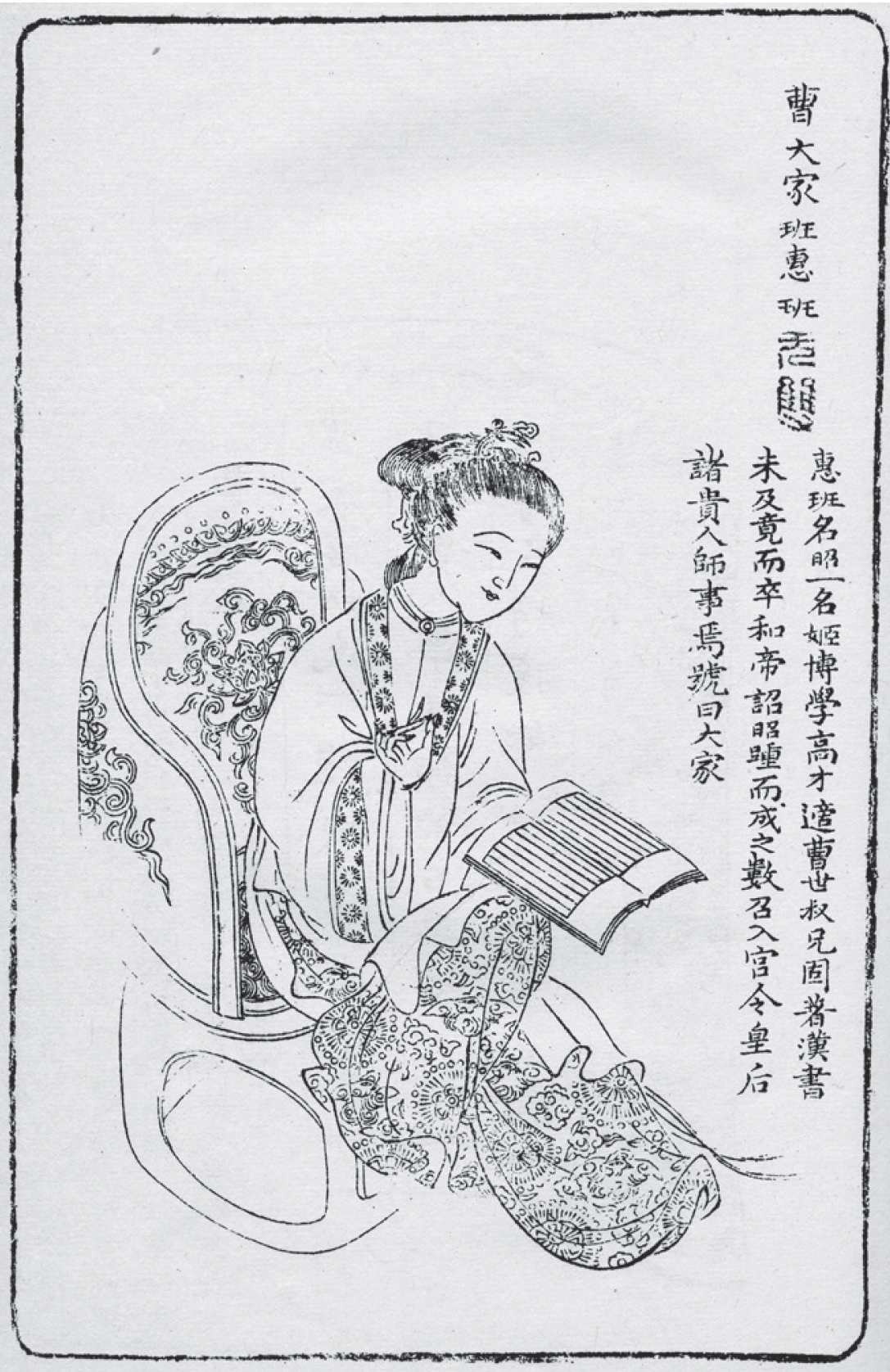
Ban Zhao, dargestellt im Wu Shuang Pu (無雙譜, Vorwort 1690) von Jin Guliang

Ban Zhao, mit Volljährigkeitsnamen (zi 字) Huiban 惠班 und zweitem persönlichem Namen (ming 名) Ji 姬, wurde ca. 49 n. Chr. in Anling, neben dem modernen Xianyang, in der heutigen Provinz Shaanxi geboren. 
Ihr Vater und ihre Brüder pflegten engen Kontakt mit Gelehrten und diskutierten mit diesen über Politik und Literatur. So wuchs sie in einem intellektuellen Umfeld auf, studierte schon sehr jung die Klassiker und verfolgte die Diskussionen des Vaters und der Brüder. 
Mit 14 Jahren heiratete sie Cao Shishu, der jedoch früh verstarb. Nach seinem Tod führte sie ein modellhaftes Leben als Witwe und widmete sich ganz ihren Studien. Vermutlich kehrte sie zu ihrer Familie zurück und assistierte ihrem Bruder Ban Gu bei seinen Recherchen zum Han Shu.
Ban Zhao war eine hochgebildete Frau von beachtlichem literarischem Talent, deren Bildung und Intellekt öffentlich anerkannt waren. Umfang und Vielfalt ihrer Schriften sind beeindruckend und lassen keinen Zweifel daran aufkommen, dass sie diejenige war, die die Gelehrtentradition der Familie weiterführte. Es haben jedoch nur wenige ihrer Schriften – einige Gedichte und Throneingaben sowie das kurze Traktat Nü Jie (Vorsichtsmaßregeln für junge Frauen) – die Zeit überdauert.
Nachdem sich Ban Gu in politische Machtkämpfe verstrickt hatte, die letzten Endes zu seiner Hinrichtung führten, wurde Ban Zhao vom He-Kaiser an den Hof beordert, um das Han Shu zu vollenden. Damit hatte sie nach dem Tod ihres Bruders – wenn auch nur inoffiziell – den Status eines Hofhistorikers. Als erste Kommentatorin des Han Shu unterrichtete sie viele bedeutende männliche Gelehrte im korrekten Verständnis des Werkes, so auch Ma Rong, der einer der Hauptvertreter des Konfuzianismus seiner Zeit werden sollte. 
Neben ihrer Tätigkeit als Historikerin hatte sie vom He-Kaiser auch den Auftrag erhalten, die junge Kaiserin und die Palastdamen in klassischen Schriften, Geschichte sowie Astronomie und Mathematik zu unterweisen. Von ihren Schülerinnen wurde sie mit dem Ehrentitel Cao Dagu angesprochen.
Nachdem die Kaiser-Witwe Deng Sui im Jahr 106 n. Chr. die Regentschaft übernommen hatte, spielte Ban Zhao als Beraterin in Staats- und Familienangelegenheiten eine bedeutende Rolle in der Politik am Hof. Ge begründet ihren Einfluss damit, dass sie einerseits durch ihr Verhalten und Wissen bereits davor den Respekt und das Vertrauen des Kaisers und der Kaiserin gewonnen hatte und andererseits über großes politisches Geschick verfügte und ein profundes Wissen der damaligen politischen Situation hatte.
Als Ban Zhao mit über 70 Jahren verstarb, trug die Kaiser-Witwe Trauer für sie.

## Werke
Von ihrem Werk ist nur wenig erhalten, dazu gehört
- Gebote für Frauen. Hierin forderte sie das Recht auf Bildung für Frauen, das zu ihrer Zeit in China unbekannt war.[2]